# Mogiła powstańców styczniowych 1863 w Łomży
Cmentarz - mogiła powstańców 1863 – miejsce straceń i mogiła zbiorowa powstańców styczniowych, znajdujące się w Łomży.
Egzekucje odbywały się wobec licznie spędzonych przez kozaków mieszkańców Łomży. Za miastem przy Szosie Zambrowskiej wbudowano szubienicę i postawiono słupy, do których przywiązywano rozstrzeliwanych. Ofiary egzekucji wrzucano do wcześniej wykopanych w tym miejscu dołów.
Pomnik powstał z inicjatywy E. Zajączkowskiego, właściciela zakładu fotograficznego w Łomży. Został on odsłonięty oraz poświęcony 2 listopada 1916 roku. Pomnik wykonany z głazu polnego z wyrytym krzyżem, opleciony kajdanami i kosami. 

## Pamiątkowa inskrypcja
Poniżej krzyża znajduje się napis: Bojownikom za wolność ojczyzny rodacy.
Na tablicy pamiątkowej usytuowanej obok pomnika znajdują się nazwiska rozstrzelanych: 
- Konstanty Kulesza (28 listopada 1863),
- Sylwester Jewreinow (27 listopada 1864)

oraz powieszonych:
- Dominik Trzęciński (7 listopada 1863),
- Stanisław Banach, Franciszek Stoduba, Ignacy Bruliński, Józef Michalski (27 października 1864),
- Antoni Brzóska (27 listopada 1864),
- Cyprian Januszczyk, Fabian Konopka (8 grudnia 1964).

Znane są opracowania, które podają inne nazwiska straconych w latach 1863–1864, niewymienione na tablicy pamiątkowej.

## Opis miejsca
Cmentarz jest ogrodzony, od strony Szosy Zambrowskiej ogrodzenie murowane z czerwonej cegły klinkierowej z metalową bramą. Na murze ogrodzenia tablica informacyjna w języku polskim, angielskim i niemieckim. Cmentarz utrzymywany w stylu parkowym z nasadzeniami drzew, krzewów i kwiatów. Do mogiły prowadzi alejka wykonana z betonowych płyt.